# Shortbus
Shortbus es un largometraje del director texano John Cameron Mitchell del año 2006. En él aparecen una serie de personajes de la Nueva York posterior a los atentados del 11 de septiembre de 2001. Fue un filme muy comentado por sus escenas de sexo real.

## Argumento
Shortbus, es un exótico local neoyorquino dedicado al sexo y la cultura alternativa. Allí coinciden los protagonistas buscando una solución a sus problemas sexuales y vitales. James y Jamie son una joven pareja de homosexuales que piensan abrir su relación y compartir con un tercer miembro, porque Jamie tiene miedo de perder a James, que continuamente parece triste e insatisfecho, y pasa todo su tiempo libre rodando un corto sobre sí mismo. Acuden a pedir consejo a Sophia, una sexóloga casada que nunca ha tenido un orgasmo, a la que ellos terminan aconsejando para que vaya al Shortbus. Allí Sophia conoce a Severin, una sensible fotógrafa que se dedica a ser dominatriz por dinero, y Sophia le abre su corazón. El Shortbus, funciona como centro de una relación triangular entre todos los personajes, desde aquí surgen nuevas relaciones y se rompen. En la película, el sexo sirve como fuente de liberación y frustración.

## Sexo explícito
La polémica causada por la película por la inclusión de escenas de sexo real explícito fue contestada por el director de la siguiente forma: 

«La película contiene escenas de sexo explícito. Sin embargo, no se trata de pornografía, sino de una mirada sobre las emociones humanas y la relación con el sexo. Es, además, un retrato de la sexualidad en occidente en la última década: un mosaico de experiencias intersexuales en donde el placer es vivido como un vacío imprescindible».
John Cameron Mitchell.